# Miss Zambia

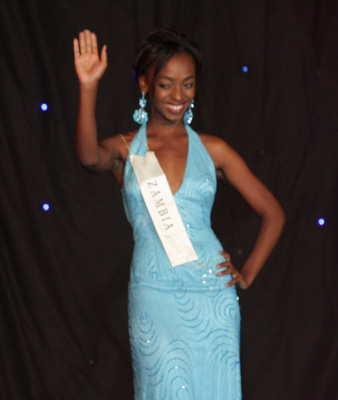
Winfridah Mofu, Miss Zambia 2008.

Miss Zambia è un concorso di bellezza femminile che si tiene annualmente in Zambia. Le vincitrici del concorso hanno la possibilità di rappresentare il proprio paese a Miss Mondo. Attraverso Miss Universo 2010, istituito nel 1995 ed organizzato da Wendy Chanda-Fornari, viene selezionata la candidata per Miss Universo.

## Albo d'oro

### Miss Zambia
| Anno | Vincitrice             |
| ---- | ---------------------- |
| 1974 | Christine Munkombwe    |
| 1992 | Elizabeth Mwanza       |
| 1995 | Miryana Bujisic        |
| 1996 | Alice Banda            |
| 1997 | Tukuza Tembo           |
| 1998 | Chisala Chibesa        |
| 1999 | Cynthia Chikwanda      |
| 2003 | Cynthia Kanema         |
| 2004 | Rosemary Chileshe      |
| 2005 | Precious Kabungo Mumbi |
| 2006 | Katanekwa Matundwelo   |
| 2008 | Winfridah Mofu         |
| 2009 | Sekwila Mumba          |
| 2010 | Zindaba Hanzala        |

### Miss Universo Zambia
| Anno | Vincitrice                               |
| ---- | ---------------------------------------- |
| 1995 | Luo Trica Punabantu                      |
| 1999 | Esanju Kalopa                            |
| 2005 | Cynthia Kanema                           |
| 2006 | Mofya Nickoleta Chisenga                 |
| 2007 | Rosemary Chileshe                        |
| 2009 | Andella Chileshe Matthews (detronizzata) |
| 2009 | Sthabiso Mteliso                         |
| 2010 | Alice Rowlands Musukwa                   |